# Amélie Chevalier
Amélie Chevalier, née le 8 juin 1851 à Angers et morte en juillet 1934 à Sens, est une femme de lettres française.

## Biographie
Amélie est la fille de Joseph Alfred Chevalier (1819-1899) et d'Antoinette Stéphanie Alix Desveaux (1831-1897).
En 1904, elle épouse à Paris Henri-Marie-Thérèse-André Fliche (1836-1908).

## Œuvres
- Les voyageuses au XIXe siècle, Tours : Maison Mame & fils, 1888 (1re édition)
- Madame Thérèse Bentzon par Mme Paul Fliche, 1924

Traductions
- Castel-Blair : histoire d'une famille irlandaise (Flora Shaw)
- Constance Sherwood (Lady Fullerton)
- Le Sacrifice de Lancelot (lady Noël)
- Le Pays des Magyars, voyage en Hongrie, Tours : Maison Mame & fils, 1893 (lire en ligne)
- Ineffaçable (M. de Ebner Eschenbach), 1895